# Paul Scholes
Paul Aaron Scholes (ur. 16 listopada 1974 w Salford) – angielski piłkarz, występujący na pozycji pomocnika. W młodości i na początku kariery seniorskiej grał jako napastnik. Reprezentant Anglii, wieloletni zawodnik Manchesteru United, zdobywca Pucharu Europy 1999 i 2008.
Wychowanek Manchesteru United, pierwsze treningi w tym klubie rozpoczął w wieku 14 lat. Swój pierwszy mecz w Premiership rozegrał 21 września 1994 przeciwko Ipswich Town, zdobywając 2 bramki (Manchester przegrał jednak 2:3). Z drużyną z Old Trafford świętował szereg sukcesów, m.in. jedenaście tytułów mistrzowskich, trzy Puchary Anglii, Puchar Ligi Angielskiej, dwa Puchary Europy oraz Puchar Interkontynentalny.
W reprezentacji narodowej debiutował w maju 1997 (w zespole selekcjonera Glenna Hoddle'a); wcześniej występował w kadrze do lat 21. Brał udział w turniejach finałowych Mistrzostw Europy 2000 i 2004, a także Mundialu 1998 i 2002. W 1999 strzelił trzy bramki (w tym jedną ręką) Polakom w meczu eliminacji mistrzostw Europy na Wembley. Po turnieju Euro 2004 zakończył występy w zespole narodowym, w którym rozegrał 65 meczów i zdobył 14 goli i skupił się wyłącznie na występach w drużynie Manchesteru United. W meczu 24. kolejki Premier League 6 marca 2010 strzelił zwycięską bramkę w meczu z Wolves, była to jego setna bramka w Angielskiej Ekstraklasie i w barwach United. Ten mecz Czerwone Diabły wygrały 1-0 na Molineux Stadium. Jego ostatnim meczem był finał Ligi Mistrzów pomiędzy FC Barceloną a Manchesterem United. Na boisku pojawił się wtedy w 77 minucie.
31 maja 2011 roku podjął decyzję o zakończeniu kariery. Jego ostatnim meczem było spotkanie przeciwko FC Barcelonie w finale Ligi Mistrzów 28 maja 2011. Na początku sezonu 2011/12, Scholes dołączył do sztabu szkoleniowego Manchesteru United.
8 stycznia 2012 roku Scholes podjął decyzję o powrocie, w związku z problemami kadrowymi w zespole Manchesteru United. W meczu 3. rundy Pucharu Anglii wystąpił jako rezerwowy. Piłkarz zgodził się na występy w klubie do końca sezonu 2011/12. Scholes zagrał także w sezonie 2012/13. W kwietniu 2013 roku Paul Scholes ogłosił ponowny koniec kariery ze względu na problemy z kolanem.
23 kwietnia Ryan Giggs po tymczasowym objęciu Manchesteru United powołał Paula Scholes'a do funkcji jego asystenta.

## Statystyki kariery
| Klub       | Sezon   | Liga | Liga | FA Cup | FA Cup | Puchar Ligi | Puchar Ligi | Europa | Europa | Inne | Inne | Razem | Razem |
| Klub       | Sezon   | Mecz | Gol  | Mecz   | Gol    | Mecz        | Gol         | Mecz   | Gol    | Mecz | Gol  | Mecz  | Gol   |
| Man United | 1994/95 | 17   | 5    | 3      | 0      | 3           | 2           | 2      | 0      | 0    | 0    | 25    | 7     |
| Man United | 1995/96 | 26   | 10   | 2      | 1      | 1           | 2           | 2      | 1      | 0    | 0    | 31    | 14    |
| Man United | 1996/97 | 24   | 3    | 2      | 2      | 2           | 1           | 4      | 0      | 1    | 0    | 33    | 6     |
| Man United | 1997/98 | 31   | 8    | 2      | 0      | 1           | 0           | 7      | 2      | 1    | 0    | 42    | 10    |
| Man United | 1998/99 | 31   | 6    | 6      | 1      | 1           | 0           | 12     | 4      | 1    | 0    | 51    | 11    |
| Man United | 1999/00 | 31   | 9    | –      | –      | 0           | 0           | 11     | 3      | 3    | 0    | 45    | 12    |
| Man United | 2000/01 | 32   | 6    | 0      | 0      | 0           | 0           | 12     | 6      | 1    | 0    | 45    | 12    |
| Man United | 2001/02 | 35   | 8    | 2      | 0      | 0           | 0           | 13     | 1      | 1    | 0    | 51    | 9     |
| Man United | 2002/03 | 33   | 14   | 3      | 1      | 6           | 3           | 10     | 2      | 0    | 0    | 52    | 20    |
| Man United | 2003/04 | 28   | 9    | 6      | 4      | 0           | 0           | 5      | 1      | 1    | 0    | 40    | 14    |
| Man United | 2004/05 | 33   | 9    | 6      | 3      | 2           | 0           | 7      | 0      | 1    | 0    | 49    | 12    |
| Man United | 2005/06 | 20   | 2    | 0      | 0      | 0           | 0           | 7      | 1      | 0    | 0    | 27    | 3     |
| Man United | 2006/07 | 30   | 6    | 4      | 0      | 0           | 0           | 11     | 1      | 0    | 0    | 45    | 7     |
| Man United | 2007/08 | 24   | 1    | 3      | 0      | 0           | 0           | 7      | 1      | 0    | 0    | 34    | 2     |
| Man United | 2008/09 | 21   | 2    | 2      | 1      | 3           | 0           | 6      | 0      | 3    | 0    | 35    | 3     |
| Man United | 2009/10 | 28   | 3    | 0      | 0      | 2           | 1           | 7      | 3      | 1    | 0    | 38    | 7     |
| Man United | 2010/11 | 22   | 1    | 3      | 0      | 0           | 0           | 7      | 0      | 1    | 0    | 33    | 1     |
| Man United | 2011/12 | 17   | 4    | 2      | 0      | 0           | 0           | 2      | 0      | 0    | 0    | 19    | 4     |
| Man United | 2012/13 | 16   | 1    | 2      | 0      | 0           | 0           | 2      | 0      | 0    | 0    | 20    | 1     |
| Man United | Razem   | 499  | 107  | 48     | 13     | 21          | 9           | 125    | 26     | 15   | 0    | 708   | 155   |

Stan na 19 maja 2013.